# Soliva
Soliva là một chi thực vật có hoa trong họ Cúc (Asteraceae).

## Loài
Chi Soliva gồm các loài: